# Australian Professional Championship 1911
L'Australian Professional Championship 1911 è stato il secondo ed ultimo evento professionistico di snooker del 1911, e la 1ª edizione di questo torneo, che si è disputato dal 13 al 21 luglio 1911 — sotto forma di sfida unica — presso la Alcock's Tournament Hall di Sydney, in Australia.
Dopo aver disputato tre edizioni dell'American Tournament ed una del Professional Tournament, un evento dello snooker professionistico si è svolto — per la prima volta nella sua storia — fuori dall'Inghilterra, riuscendo ad accasarsi in Australia. Tuttavia, con lo scoppio della prima guerra mondiale, questa è stata l'ultima competizione di questo sport; infatti, durante gli eventi bellici, sono stati disputati solo alcuni tornei amatoriali, i quali hanno preceduto il ritorno al professionismo nel 1922, con il Welsh Professional Championship; l'Australian Professional Championship, invece, è ritornato solo nel 1963.
Il torneo è stato vinto da Tom Reece, che si è aggiudicato, così, il suo 1º ed ultimo Australian Professional Championship, e il suo 1º ed ultimo titolo professionistico in carriera.

## Sfida unica
| Sfida unica                  |
| ---------------------------- |
| Durata standard di 21 frames |

| Alcock's Tournament Hall, Sydney, Australia, dal 13 al 21 luglio 1911 | Alcock's Tournament Hall, Sydney, Australia, dal 13 al 21 luglio 1911 | Alcock's Tournament Hall, Sydney, Australia, dal 13 al 21 luglio 1911 | Alcock's Tournament Hall, Sydney, Australia, dal 13 al 21 luglio 1911 |
| Tom Reece                                                             | Tom Reece                                                             | 14 - 7                                                                | Frank Smith                                                           |
| Tom Reece vince l'Australian Professional Championship 1911           | Tom Reece vince l'Australian Professional Championship 1911           | Tom Reece vince l'Australian Professional Championship 1911           | Tom Reece vince l'Australian Professional Championship 1911           |
| --------------------------------------------------------------------- | --------------------------------------------------------------------- | --------------------------------------------------------------------- | --------------------------------------------------------------------- |

## Statistiche
Torneo
- 1ª edizione dell'Australian Professional Championship[8]
- 5º torneo professionistico di snooker
- 2º ed ultimo torneo professionistico del 1911[9]

Giocatori
- 1º ed ultimo Australian Professional Championship per Tom Reece[7]
- 1º ed ultimo titolo professionistico vinto in carriera per Tom Reece[6]
- 1ª ed ultima finale professionistica disputata da Tom Reece[10]
- 1ª ed ultima finale professionistica disputata da Frank Smith[11]

Nazioni
- 1º torneo professionistico disputato in Australia[12]
- 1º ed ultimo titolo professionistico vinto in Australia per Tom Reece